# McIntyre Promontory
Il McIntyre Promontory è un promontorio la cui base si presenta a forma di V stretta puntata verso nord, con ripide scarpate su entrambi i fianchi e che fa parte dei Monti Bush, una catena montuosa dei Monti della Regina Maud, in Antartide. È posizionato alla testata del Ghiacciaio Ramsey.
Fu scoperto e fotografato dalla Operation Highjump (1946–47) della U.S. Navy, durante il volo 8A del 6 febbraio 1947 e denominato dal Comitato consultivo dei nomi antartici (US-ACAN) in onore del capitano Eugene C. McIntyre dei United States Marine Corps, copilota durante il volo 8A di quel giorno dalla base di esplorazione Little America al Polo Sud e ritorno.